# Joo Hyong-jun
Joo Hyong-jun, född den 22 november 1991 i Seoul, Sydkorea, är en sydkoreansk skridskoåkare.
Han tog OS-silver i herrarnas lagtempo i samband med de olympiska skridskotävlingarna 2014 i Sotji.
Joo har även tagit en silvermedalj i lagtempo vid världsmästerskapen 2013 och en guldmedalj i samma gren vid asiatiska vinterspelen 2017.